# Николаевское муниципальное образование (Ивантеевский район)
Николаевское муниципальное образование — сельское поселение в Ивантеевском районе Саратовской области Российской Федерации.
Административный центр — село Николаевка.

## История
Статус и границы сельского поселения установлены Законом Саратовской области от 29 декабря 2004 года № 114-ЗСО «О муниципальных образованиях, входящих в состав Ивантеевского муниципального района».

## Население
| 2010 | 2011 | 2012 | 2013 | 2014 | 2015 | 2016 |
| ---- | ---- | ---- | ---- | ---- | ---- | ---- |
| 623  | ↘620 | ↘619 | ↘610 | ↘598 | ↘579 | ↘577 |
| 2017 | 2018 | 2019 | 2020 | 2021 |      |      |
| ↘572 | ↗574 | ↘572 | ↘563 | ↘548 |      |      |

## Состав сельского поселения
| № | Населённый пункт | Тип населённого пункта       | Население |
| - | ---------------- | ---------------------------- | --------- |
| 1 | Николаевка       | село, административный центр | ↘548      |